# Nationaler Aktionsplan Integration (Deutschland)
Der Nationale Aktionsplan Integration ist eine am 31. Januar 2012 auf dem 5. Integrationsgipfel beschlossene Fortführung des Nationalen Integrationsplanes.

## Vorgeschichte
In der Folge der PISA-Studie 2006, die unter anderem aufzeigte, wie stark in Deutschland der Bildungserfolg von sozialer und ethnischer Herkunft abhängt, wurde durch Bundeskanzlerin Angela Merkel der Deutsche Integrationsgipfel ins Leben gerufen, der erstmals am 14. Juli 2006 tagte. In der Folge wurde ein Plan erarbeitet, der beim zweiten Integrationsgipfel am 12. Juli 2007 als Nationaler Integrationsplan verabschiedet wurde. Dieser enthielt rund 400 geplante Maßnahmen und Selbstverpflichtungen, die zur Verbesserung der Integration von in Deutschland lebenden Migranten führen sollten.

## Entstehung
Beim 4. Integrationsgipfel am 3. November 2010 wurde beschlossen, einen neuen Aktionsplan für den Nationalen Integrationsplan zu erstellen. Vorgaben waren unter anderem die Verbesserung des Angebotes von Sprach- und Integrationskursen für Migranten, Verbesserung der beruflichen Qualifizierungsmöglichkeiten sowie eine Erhöhung des Anteils von Migranten im öffentlichen Dienst.
Zusätzlich sollten verbindliche und messbare Zielvorgaben für die Integrationspolitik in Deutschland erstellt werden.

## Dialogforen
Zur Erstellung des Nationalen Aktionsplanes Integration wurden ab Dezember 2010 elf Dialogforen eingerichtet, die unter Federführung der jeweils zuständigen Bundesministerien bzw. Bundesbeauftragten bestimmte Themenfelder bearbeiten und Maßnahmen sowie Zielvorgaben erarbeiten sollten.
- Frühkindliche Förderung (Bundesministerium für Familie, Senioren, Frauen und Jugend)
- Bildung, Ausbildung und Weiterbildung (Bundesministerium für Bildung und Forschung)
- Arbeitsmarkt und Erwerbsleben (Bundesministerium für Arbeit und Soziales)
- Migranten im öffentlichen Dienst (Bundesministerium des Innern[6])
- Gesundheit und Pflege (Bundesministerium für Gesundheit)
- Integration vor Ort (Bundesministerium für Verkehr, Bau und Stadtentwicklung)
- Sprache – Integrationskurse (Bundesministerium des Innern[6])
- Sport (Bundesministerium des Innern[6])
- Bürgerschaftliches Engagement (Bundesministerium für Familie, Senioren, Frauen und Jugend)
- Medien (Beauftragte für Migration, Flüchtlinge und Integration)
- Kultur (Beauftragter für Kultur und Medien)

## Nationaler Aktionsplan Integration
Der Nationale Aktionsplan Integration wurde  am 31. Januar 2012 auf dem 5. Integrationsgipfel vorgestellt. Erstmals wurden gemeinsame Ziele und Maßnahmen von Bund und Ländern vereinbart und beschlossen. Hierzu gehören unter anderem die Verbesserung der individuellen Förderung von jungen Migranten, die Verbesserung der Anerkennung von im Ausland erworbenen Abschlüssen sowie die Erhöhung des Anteils von Migranten im öffentlichen Dienst von Bund und Ländern. Hinzu kamen neue Themenkomplexe, wie die Gesundheitsversorgung und Pflege bei Migranten.
Am 3. Februar 2021 beschloss das Bundeskabinett einen Nationalen Aktionsplan Integration mit einem „Kulturkapitel“.

## Kritik
Von Seiten der Opposition wurde kritisiert, dass der Nationale Aktionsplan den Eindruck von Unverbindlichkeit vermittele. Die stellvertretende SPD-Vorsitzende Aydan Özoğuz forderte die Regierung auf, „dem schönen Schein von Integrationsgipfeln [müssten] endlich Taten folgen.“
Der Grünen-Politiker, Memet Kilic, sprach von einem „symbolischen Kaffeekränzchen“.
Er forderte die Regierung auf, niedrigere Hürden für Einbürgerungen zu schaffen und das Kommunalwahlrecht auf Nicht-EU-Bürger auszuweiten. Die Linken-Politiker Ali Al Dailami und Katina Schubert forderten die Regierung zu umfassenden Reformen des Staatsangehörigkeitsrechts und des Wahlrechts auf und forderten einen Aktionsplan gegen Rassismus.
Die Bundesarbeitsgemeinschaft der Freien Wohlfahrtspflege bemängelte, dass zahlreiche Aspekte unberücksichtigt geblieben oder nur sehr unzureichend behandelt worden seien. Insbesondere die Themenkomplexe Diskriminierung und Rassismus, Fragen zur rechtlichen Gleichstellung und erleichterten Einbürgerung von Migranten sowie die Situation von Menschen ohne Aufenthaltsberechtigung seien nur unzureichend behandelt.